# Gnophos subtila
Gnophos subtila là một loài bướm đêm trong họ Geometridae.